# Judo-Europameisterschaften 2007
Die Judo-Europameisterschaften 2007 fanden vom 6. bis zum 8. April in Belgrad statt. Es waren die ersten Judo-Europameisterschaften im Staat Serbien. 1986 hatten bereits die Europameisterschaften der Männer in Belgrad stattgefunden, das damals noch die Hauptstadt Jugoslawiens war. Miloš Mijalković im Halbleichtgewicht gewann eine Silbermedaille für die Mannschaft des Gastgeberlandes.
Alina Alexandra Dumitru im Superleichtgewicht gewann ihren vierten Titel in Folge. Ihren Vorjahrestitel verteidigten außerdem Sasa Kedelaschwili und Telma Monteiro im Halbleichtgewicht, Gévrise Émane im Mittelgewicht sowie Anne-Sophie Mondière im Schwergewicht.

## Ergebnisse

### Männer
| Gewichtsklasse                 | Gold               | Silber                 | Bronze                               |
| ------------------------------ | ------------------ | ---------------------- | ------------------------------------ |
| Superleichtgewicht (bis 60 kg) | Ruslan Kischmachow | Howhannes Dawtjan      | Nestor Chergiani Gal Yekutiel        |
| Halbleichtgewicht (bis 66 kg)  | Sasa Kedelaschwili | Miloš Mijalković       | Tomasz Adamiec Benjamin Darbelet     |
| Leichtgewicht (bis 73 kg)      | Salamu Metschidow  | Dawit Kewkischwili     | Georgi Georgiew Kanstanzin Sjamjonau |
| Halbmittelgewicht (bis 81 kg)  | Robert Krawczyk    | Sjarhej Schundsikau    | Euan Burton Guillaume Elmont         |
| Mittelgewicht (bis 90 kg)      | Walentyn Hrekow    | Irakli Zirekidse       | Roberto Meloni David Alarza          |
| Halbschwergewicht (bis 100 kg) | Dániel Hadfi       | Ruslan Gasimow         | Frédéric Demontfaucon Ariel Zeevi    |
| Schwergewicht (über 100 kg)    | Teddy Riner        | Lascha Gudschedschiani | Andreas Tölzer Alexander Michailin   |

### Frauen
| Gewichtsklasse                 | Gold                    | Silber            | Bronze                             |
| ------------------------------ | ----------------------- | ----------------- | ---------------------------------- |
| Superleichtgewicht (bis 48 kg) | Alina Alexandra Dumitru | Valentina Moscatt | Vanesa Arenas Frédérique Jossinet  |
| Halbleichtgewicht (bis 52 kg)  | Telma Monteiro          | Audrey La Rizza   | Petra Nareks Ilse Heylen           |
| Leichtgewicht (bis 57 kg)      | Isabel Fernández        | Yvonne Bönisch    | Kifayət Qasımova Sabrina Filzmoser |
| Halbmittelgewicht (bis 63 kg)  | Lucie Décosse           | Urška Žolnir      | Claudia Heill Anna von Harnier     |
| Mittelgewicht (bis 70 kg)      | Gévrise Émane           | Katarzyna Kłys    | Maryna Pryschtschepa Edith Bosch   |
| Halbschwergewicht (bis 78 kg)  | Stéphanie Possamaï      | Wera Moskaljuk    | Esther San Miguel Michelle Rogers  |
| Schwergewicht (über 78 kg)     | Anne-Sophie Mondière    | Carola Uilenhoed  | Lucija Polavder Tea Dongusaschwili |

## Medaillenspiegel
| Rang | Land                   | Gold | Silber | Bronze | Gesamt |
| ---- | ---------------------- | ---- | ------ | ------ | ------ |
| 1    | Frankreich             | 5    | 1      | 3      | 9      |
| 2    | Russland               | 2    | 2      | 2      | 6      |
| 3    | Georgien               | 1    | 3      | 1      | 5      |
| 4    | Polen                  | 1    | 1      | 1      | 3      |
| 5    | Spanien                | 1    | –      | 3      | 4      |
| 6    | Ukraine                | 1    | –      | 1      | 2      |
| 7    | Portugal               | 1    | –      | –      | 1      |
| 7    | Rumänien               | 1    | –      | –      | 1      |
| 7    | Ungarn                 | 1    | –      | –      | 1      |
| 10   | Deutschland            | –    | 1      | 2      | 3      |
| 10   | Niederlande            | –    | 1      | 2      | 3      |
| 10   | Slowenien              | –    | 1      | 2      | 3      |
| 13   | Belarus                | –    | 1      | 1      | 2      |
| 13   | Italien                | –    | 1      | 1      | 2      |
| 15   | Armenien               | –    | 1      | –      | 1      |
| 15   | Serbien                | –    | 1      | –      | 1      |
| 17   | Israel                 | –    | -      | 2      | 2      |
| 17   | Vereinigtes Königreich | –    | -      | 2      | 2      |
| 17   | Österreich             | –    | -      | 2      | 2      |
| 20   | Aserbaidschan          | –    | -      | 1      | 1      |
| 20   | Belgien                | –    | -      | 1      | 1      |
| 20   | Bulgarien              | –    | -      | 1      | 1      |
|      | Total                  | 14   | 14     | 28     | 56     |